# 小山禎三
小山 禎三（こやま ていぞう、1930年11月27日 - 2007年3月29日）は、日本の実業家。
京都近鉄百貨店社長・近鉄百貨店取締役・大阪シティエアターミナル運営会社「湊町開発センター（MDC）」社長などを歴任した。

## 生涯
京都大学経済学部卒業後、1958年（昭和33年）に近畿日本鉄道に入社。1972年（昭和47年）に分社化した近鉄百貨店（旧法人）に移籍し、1987年（昭和62年）に取締役、1990年（平成2年）に常務取締役、1993年（平成5年）に専務取締役、1997年（平成9年）に取締役副社長となった。ほか、上本町店長なども務めた。
専務時代の1995年（平成7年）にはJR西日本・南海電気鉄道共同出資の「天王寺ターミナルビル」が運営する「天王寺ミオ」の開業に合わせ、梅田や難波との地域間競争において天王寺・阿倍野エリアの競争力を高めるべく、近鉄百貨店阿倍野本店の改装を行い、HMVの誘致や婦人服・用品の総入れ替えなどで40歳代中心の顧客層をOLや女子学生に広げる作戦を図った。
近鉄グループの京都近鉄百貨店は旧・丸物時代から大阪証券取引所第一部上場企業ながら、主力の京都本店はジェイアール京都伊勢丹開業対策のため経営が悪化。同百貨店の開業以降は売上も急落し、小規模で10年連続赤字の岐阜店共々経営の重荷となっていた。前任の稲垣繁男は黒字転換こそできなかったものの、岐阜店の閉鎖を決断し、1期2年で社長職を降りた。
1999年（平成11年）、稲垣に代わって社長に就任した小山は岐阜店の閉鎖について閉店に反対する地元との折衝を行うとともに、残る京都店について、複合商業施設「プラッツ近鉄」への転換を行った。
これも黒字転換には至らず、もはや単独上場は困難になった。一方、古巣の近鉄百貨店は10年以上も上場を検討していたほか、業界では京都近鉄との経営統合もささやかれていたが、規制のため実現していなかった。しかし、規制緩和のため、（上場会社だが）規模が小さな京都近鉄百貨店が存続会社という逆さ合併<を行うことで経営統合を2001年（平成13年）に実現した。新会社は沿革や上場権利こそ京都近鉄を引き継ぐが、本社を大阪市阿倍野区、社名を近鉄百貨店、社長も小山ではなく近鉄百貨店旧法人の田中太郎とすることで、事実上京都近鉄は近鉄百貨店に吸収合併された。
経営統合後、小山は再び近鉄百貨店副社長となったが、単なる取締役へいったん降格。大阪市浪速区の大阪シティエアターミナル（ＯＣＡＴ）を運営する市の第三セクターである湊町開発センター（ＭＤＣ）の新社長へ就任した。
ところが、社長在任中の2007年（平成19年）3月29日、クモ膜下出血のため、71歳で亡くなった。小山が業態転換を図った「プラッツ近鉄」は小山の「近鉄百貨店のノウハウも生かしていい店になる」との思いも届かず、その1か月前に閉店に至った。